# Alichani
Alichani (perski: علي خاني) – wieś w Iranie, w ostanie Kermanszah. W 2006 roku liczyła 162 mieszkańców w 32 rodzinach.